# پوبلیوس ترنتیوس آفر

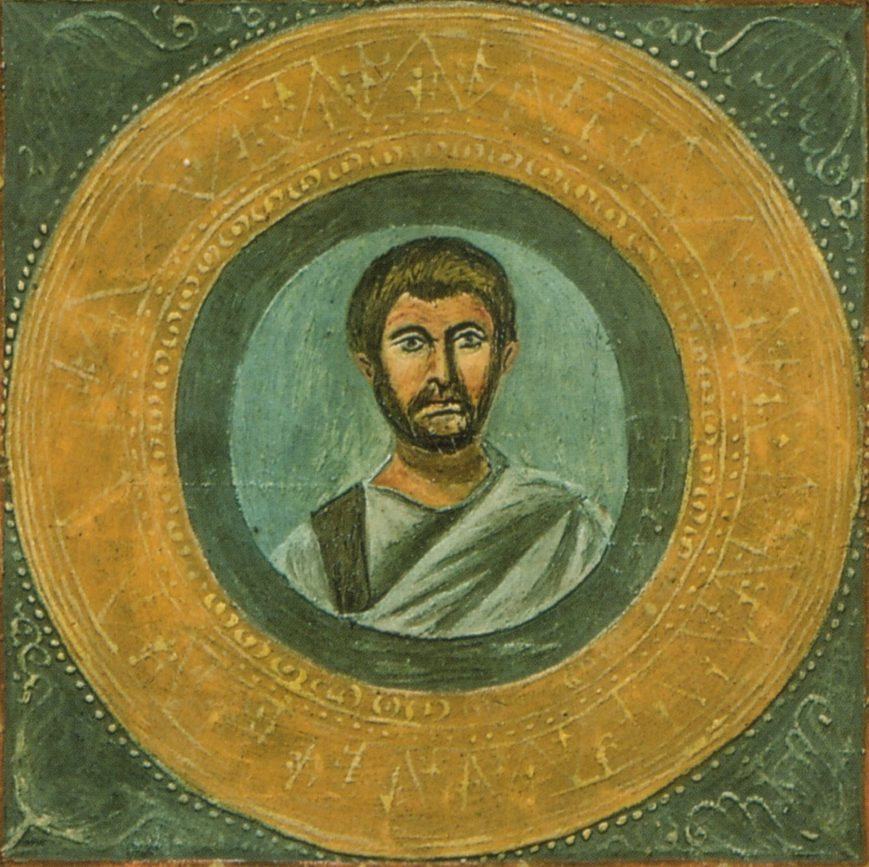
تصویری منسوب به تِرِنس، در نسخهٔ موسوم به «کُدِکْس واتیکانوس لاتیناکوس ۳۸۶۸» (Codex Vaticanus Latinatus 3868)، که احتمالاً از نسخه‌ای متعلق به سدهٔ سوم میلادی کپی شده‌است.

پوبْلیوس تِرِنْتیوس آفِر (به لاتین: Publius Terentius Afer)، معروف به تِرِنس (به لاتین: Terence) (زادهٔ ۱۸۵/۱۹۵ پ.م - درگذشتهٔ ۱۵۹؟ پ.م) نمایش‌نامه‌نویس جمهوری روم بود.
یکی از جملات او در تاریخ اندیشه بسیار معروف است: «من انسانم، پس هیچ چیزِ انسانی برای من بیگانه نیست.»